# Elaphria algama
Elaphria algama là một loài bướm đêm trong họ Noctuidae.